# カブトビール
カブトビールは、1898年（明治31年）から1943年（昭和18年）まで製造されていた日本のビールのひとつである。
2016年に復刻発売される。

## 歴史

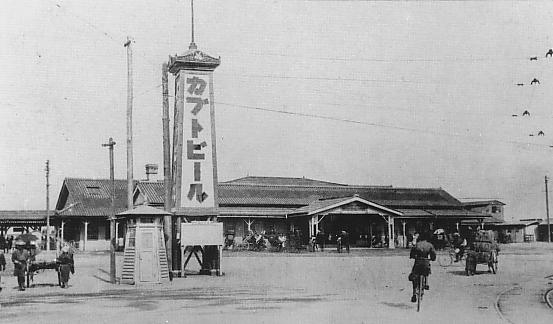
大正～昭和初期の名古屋駅とカブトビールの広告塔

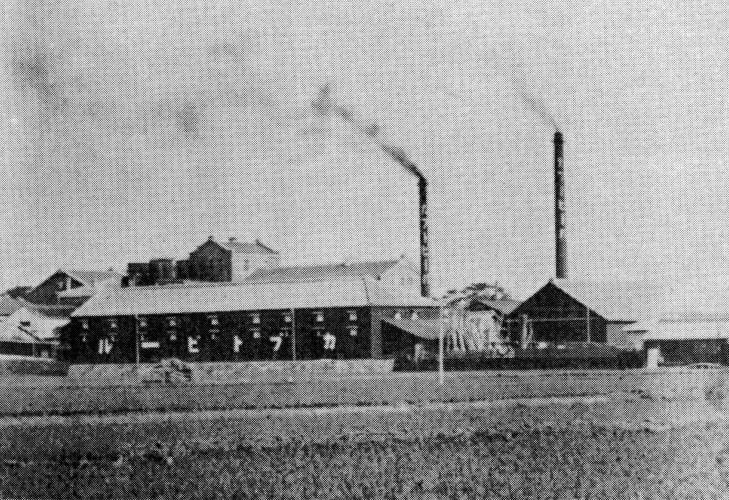
大正時代の加富登麦酒株式会社半田工場（現在の半田赤レンガ建物）

### 丸三麦酒時代
1887年（明治20年）に、中埜酢店の4代目中埜又左衛門とその甥であり後に敷島製パンの創業者となる盛田善平が丸三麦酒醸造所を設立し、1889年（明治22年）5月に「丸三ビール」を初出荷する。1896年（明治29年）に丸三麦酒株式会社として法人化し、1898年（明治31年）10月31日に愛知県半田市榎下町に、のちに半田赤レンガ建物として整備される工場を新築し、銘柄を「加武登麦酒（カブトビール）」に改める。カブトビールの名称は、ビールなどを喉で勢い良く飲む「かぶる」から「カブト」に、日清戦争後であることから勇ましい兜の商標を用いた、など諸説ある。
1900年（明治33年）のパリ万国博覧会で金牌を受賞し、当時は東海地方で最大のシェアを誇った。

### 日本麦酒鑛泉・大日本麦酒時代
1906年（明治39年）12月に根津嘉一郎が譲受して日本第一麦酒株式会社となり、1908年（明治41年）に加富登麦酒株式会社へ改称する>。1922年（大正11年）に帝国鉱泉株式会社と日本製壜株式会社を併合して日本麦酒鑛泉株式会社に改称する。1933年（昭和8年）7月に大日本麦酒株式会社と合併し、1943年（昭和18年）に企業整備令の適用で、半田工場を閉鎖してカブトビールの製造を終了する。

## 復刻

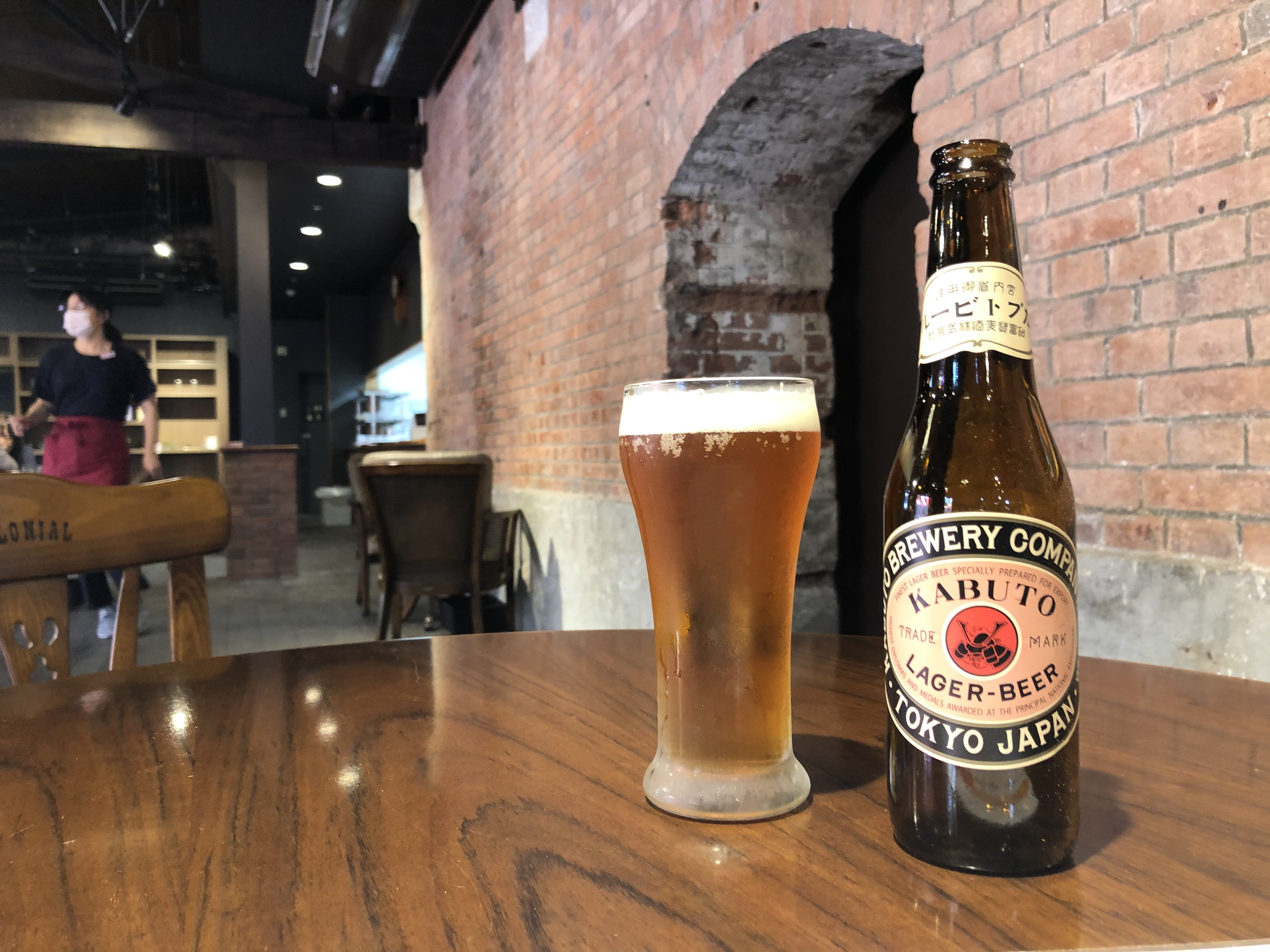
復刻されたカブトビール

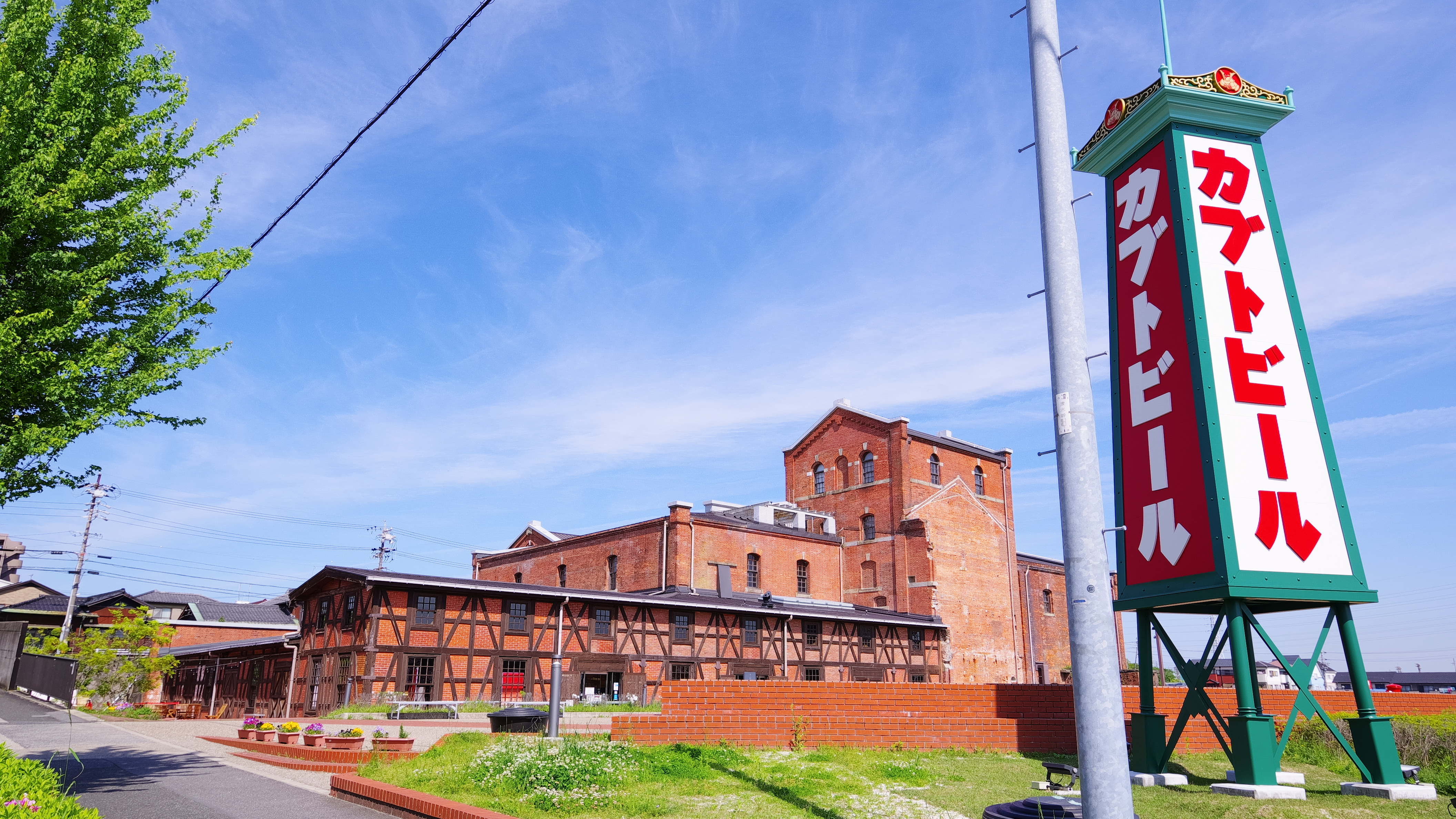
再現されたカブトビールの広告塔と半田赤レンガ建物

2004年（平成16年）1月、市民団体「赤煉瓦倶楽部半田」がカブトビールを復刻するプロジェクトを企画。同年3月、製造委託先を南知多町の知多麦酒株式会社とすることを決定。
2005年（平成17年）6月、半田赤レンガ建物の第4回特別公開時において、「復刻明治カブトビール」を3,000本販売した。
2015年（平成27年）7月18日、半田赤レンガ建物がリニューアルオープン。同施設は常時公開されることとなった。
2016年（平成28年）7月、半田赤レンガ建物「リニューアル１周年感謝祭」にて、「復刻大正カブトビール」の販売が開始された。